# 小野浩司
小野 浩司（おの こうじ、1955年5月5日 -）は、日本の実業家。ベスト電器代表取締役社長。

## 来歴
大分県出身。西南学院大学商学部を卒業して、1980年4月にベスト電器に入社した。
2004年5月に取締役中国地区担当部長兼広島本店店長となる。以後、取締役販売統轄部長兼店舗運営部長（2006年3月）、取締役販売統轄部長（2006年9月）、取締役東日本統轄部長（2009年9月）を歴任した。
2010年3月に代表取締役社長に就任する。2012年2月からは営業本部長を兼務したが、2014年3月に社長専任に復帰している。
2021年7月九州ヤマダ会長就任